# Secuencia de grados

Dos grafos no isomorfos pero con igual secuencia de grados (3,2,2,2,2,1,1,1).

En el campo matemático de la teoría de grafos, una secuencia de grados también llamada sucesión gráfica o lista de grados de un grafo no dirigido es una secuencia de números, los cuales son grados de los vértices del grafo. 
La lista de grados es un invariante (topológico) de un grafo, aunque dos grafos con igual lista de grados no son necesariamente isomorfos.
| Grafo G(V,A) | Conjuntos                                                                               | Secuencia de grados |
| ------------ | --------------------------------------------------------------------------------------- | ------------------- |
|              | V = { 1, 2, 3, 4, 5, 6 } A = { {1,1}, {1,2}, {1,5}, {2,3}, {2,5}, {3,4}, {4,5}, {4,6} } | (4,3,3,3,2,1)       |

## Problema de la secuencia de enteros gráfica

### Grafos simples
Un problema interesante es determinar si una secuencia de enteros no negativos cualquiera es o no gráfica, es decir, es una secuencia de grados de un grafo (simple). Erdős y Gallai en 1960 resuelven el problema con su teorema de existencia: 
| Teorema de Erdős-Gallai La secuencia de enteros {\displaystyle d_{i}\,} con {\displaystyle i=1,...,n-1\,} es una secuencia de grados de un grafo simple, si y sólo si: - La suma de los enteros de la secuencia es par, y - {\displaystyle \sum _{i=1}^{k}d_{i}\leq k(k-1)+\sum _{i=k+1}^{n}\min(d_{i},k)} |

Mientras que Havel en 1955 y Hakimi en  1962 nos entregan un teorema de construcción que justifica el Algoritmo de Havel-Hakimi para construir un grafo a partir de una secuencia de grados. 
| Teorema de Havel-Hakimi Una secuencia de enteros {\displaystyle d_{1}\geq d_{2}\geq ...\geq d_{v}\geq 0} es gráfica sí, y sólo sí también lo es la lista: {\displaystyle d_{2}-1,d_{3}-1,...,d_{d_{1}+1}-1,d_{d_{1}+2},...,d_{v}}, que resulta de eliminar el primer elemento y restar una unidad a los siguientes {\displaystyle d_{1}} valores de la lista. |

### Multigrafos
El problema de la secuencia de enteros gráfica para multigrafos o pseudografos es: dada una secuencia  de enteros no negativos, determinar si es o no (multi)gráfica, es decir, es una secuencia de grados de un psedugrafo o multigrafo. Hakimi en 1962, nos entrega un resultado:
| Teorema de Hakimi Una secuencia de enteros {\displaystyle d_{1}\geq d_{2}\geq ...\geq d_{n}} donde {\displaystyle n\geq 2} es multigráfica (o pseudográfica) sí, y sólo sí la suma {\displaystyle \sum _{i=1}^{k}d_{i}} es par y {\displaystyle d_{1}\leq d_{2}+...+d_{n}}. |